# Slowaaks voetbalelftal in 2003
Het Slowaaks voetbalelftal speelde tien interlands in het jaar 2003, waaronder zes duels in de kwalificatiereeks voor het EK voetbal 2004 in Portugal. De selectie stond onder leiding van bondscoach Ladislav Jurkemik, de opvolger van de eind 2001 opgestapte Jozef Adamec. Op de in 1993 geïntroduceerde FIFA-wereldranglijst steeg Slowakije in 2003 van de 56ste (januari 2003) naar de 50ste plaats (december 2003).

## Balans
| Wedstrijden | Wedstrijden | Wedstrijden | Wedstrijden | Doelpunten | Doelpunten | Doelpunten | Punten |
| Gespeeld    | Winst       | Gelijk      | Verlies     | Voor       | Tegen      | Saldo      | Punten |
| ----------- | ----------- | ----------- | ----------- | ---------- | ---------- | ---------- | ------ |
| 10          | 4           | 3           | 3           | 16         | 9          | +7         | 1.100  |

## Interlands
|                                                        |                                      |       |                  |                                                                                |
| 12 februari Vriendschappelijk № 115 «onderlinge duels» | Roemenië                             | 2 – 1 | Slowakije        | GSZ Stadion, Larnaca Toeschouwers: 150 Scheidsrechter: Tasos Papaioannou (CYP) |
| 12 februari Vriendschappelijk № 115 «onderlinge duels» | Dorinel Munteanu 38' Ionel Ganea 40' |       | 6' Róbert Vittek | GSZ Stadion, Larnaca Toeschouwers: 150 Scheidsrechter: Tasos Papaioannou (CYP) |

|                                                        |                      |       |                                                     |                                                                               |
| 13 februari Vriendschappelijk № 116 «onderlinge duels» | Cyprus               | 1 – 3 | Slowakije                                           | GSZ Stadion, Larnaca Toeschouwers: 250 Scheidsrechter: Kostas Kapitanis (CYP) |
| 13 februari Vriendschappelijk № 116 «onderlinge duels» | Rainer Rauffmann 39' |       | 1' Ľuboš Reiter 62' Róbert Vittek 84' Róbert Vittek | GSZ Stadion, Larnaca Toeschouwers: 250 Scheidsrechter: Kostas Kapitanis (CYP) |

|                                                   |           |                                      |           |                                                                                    |
| 29 maart EK-kwalificatie № 117 «onderlinge duels» | Macedonië | 0 – 2                                | Slowakije | Gradski Stadion, Skopje Toeschouwers: 11.000 Scheidsrechter: Laurent Duhamel (FRA) |
| 29 maart EK-kwalificatie № 117 «onderlinge duels» |           | 28' Martin Petráš 90+3' Ľuboš Reiter |           | Gradski Stadion, Skopje Toeschouwers: 11.000 Scheidsrechter: Laurent Duhamel (FRA) |

|                                                  |                                                                             |       |               |                                                                                           |
| 2 april EK-kwalificatie № 118 «onderlinge duels» | Slowakije                                                                   | 4 – 0 | Liechtenstein | Štadión Antona Malatinského, Trnava Toeschouwers: 150 Scheidsrechter: Darko Čeferin (SLO) |
| 2 april EK-kwalificatie № 118 «onderlinge duels» | Ľuboš Reiter 19' Szilárd Németh 51' Szilárd Németh 64' Vladimír Janočko 90' |       |               | Štadión Antona Malatinského, Trnava Toeschouwers: 150 Scheidsrechter: Darko Čeferin (SLO) |

|                                                     |                                       |       |                                                |                                                                                     |
| 30 april Vriendschappelijk № 119 «onderlinge duels» | Slowakije                             | 2 – 2 | Griekenland                                    | Štadión pod Dubňom, Žilina Toeschouwers: 11.000 Scheidsrechter: Stefan Meßner (AUT) |
| 30 april Vriendschappelijk № 119 «onderlinge duels» | Szilárd Németh 14' Szilárd Németh 87' |       | 13' (pen.) Vasilis Tsiartas 76' Lampros Houtos | Štadión pod Dubňom, Žilina Toeschouwers: 11.000 Scheidsrechter: Stefan Meßner (AUT) |

|                                                 |           |                   |         |                                                                                 |
| 7 juni EK-kwalificatie № 120 «onderlinge duels» | Slowakije | 0 – 1             | Turkije | Tehelné pole, Bratislava Toeschouwers: 15.000 Scheidsrechter: Terje Hauge (NOR) |
| 7 juni EK-kwalificatie № 120 «onderlinge duels» |           | 11' Nihat Kahveci |         | Tehelné pole, Bratislava Toeschouwers: 15.000 Scheidsrechter: Terje Hauge (NOR) |

|                                                            |                                          |       |                      |                                                                                            |
| 11 juni EK-kwalificatie № 121 «onderlinge duels» 20:00 uur | Engeland                                 | 2 – 1 | Slowakije            | Riverside Stadium, Middlesbrough Toeschouwers: 35.000 Scheidsrechter: Wolfgang Stark (GER) |
| 11 juni EK-kwalificatie № 121 «onderlinge duels» 20:00 uur | Michael Owen 61' (pen.) Michael Owen 72' |       | 31' Vladimír Janočko | Riverside Stadium, Middlesbrough Toeschouwers: 35.000 Scheidsrechter: Wolfgang Stark (GER) |

|                                                        |          |       |           |                                                                               |
| 20 augustus Vriendschappelijk № 122 «onderlinge duels» | Colombia | 0 – 0 | Slowakije | Shea Stadium, New York Toeschouwers: 16.000 Scheidsrechter: Kevin Stott (USA) |
| 20 augustus Vriendschappelijk № 122 «onderlinge duels» |          |       |           | Shea Stadium, New York Toeschouwers: 16.000 Scheidsrechter: Kevin Stott (USA) |

|                                                       |                    |       |                        |                                                                                   |
| 10 september EK-kwalificatie № 123 «onderlinge duels» | Slowakije          | 1 – 1 | Macedonië              | Štadión pod Dubňom, Žilina Toeschouwers: 2.286 Scheidsrechter: Leif Sundell (SWE) |
| 10 september EK-kwalificatie № 123 «onderlinge duels» | Szilárd Németh 25' |       | 62' Dragan Dimitrovski | Štadión pod Dubňom, Žilina Toeschouwers: 2.286 Scheidsrechter: Leif Sundell (SWE) |

|                                                     |               |                                     |           |                                                                               |
| 11 oktober EK-kwalificatie № 124 «onderlinge duels» | Liechtenstein | 0 – 2                               | Slowakije | Rheinpark Stadion, Vaduz Toeschouwers: 800 Scheidsrechter: Jouni Hyytiä (FIN) |
| 11 oktober EK-kwalificatie № 124 «onderlinge duels» |               | 40' Róbert Vittek 56' Róbert Vittek |           | Rheinpark Stadion, Vaduz Toeschouwers: 800 Scheidsrechter: Jouni Hyytiä (FIN) |

## FIFA-wereldranglijst
| JAN | FEB | MAR | APR | MEI | JUN | JUL | AUG | SEP | OKT | NOV | DEC |
| --- | --- | --- | --- | --- | --- | --- | --- | --- | --- | --- | --- |
| 56  | 57  | 59  | 53  | 53  | 55  | 55  | 57  | 53  | 49  | 49  | 50  |

## Statistieken
| Miroslav König     | 1972-06-01 | Elazığspor            | 8 | 0 | 0 | 38 | 0  |
| Branislav Rzeszoto | 1975-11-03 | Slovan Bratislava     | 1 | 1 | 0 | 3  | 0  |
| Juraj Bucek        | 1973-09-15 | Olympiakos Piraeus    | 1 | 0 | 0 | 11 | 0  |
| Verdediging        |            |                       |   |   |   |    |    |
| Maroš Klimpl       | 1980-07-04 | Viktoria Žižkov       | 8 | 0 | 0 | 10 | 0  |
| Martin Petráš      | 1979-11-02 | Sparta Praag          | 7 | 0 | 1 | 12 | 1  |
| Vladimír Labant    | 1974-06-08 | MŠK Žilina            | 4 | 3 | 0 | 20 | 0  |
| Michal Hanek       | 1980-09-18 | Dinamo Moskou         | 4 | 1 | 0 | 6  | 0  |
| Radoslav Zabavník  | 1980-09-16 | MŠK Žilina            | 4 | 1 | 0 | 5  | 0  |
| Vladimír Leitner   | 1974-06-28 | FK Teplice            | 4 | 0 | 0 | 24 | 0  |
| Marián Zeman       | 1974-07-07 | SC Beira-Mar          | 2 | 0 | 0 | 27 | 2  |
| Eduard Hrncar      | 1978-07-08 | Slovan Bratislava     | 1 | 0 | 0 | 2  | 0  |
| Stanislav Varga    | 1972-10-08 | Celtic                | 1 | 0 | 0 | 40 | 0  |
| Pavol Vavrik       | 1978-09-23 | Matador Púchov        | 1 | 0 | 0 | 2  | 0  |
| Ondrej Debnár      | 1972-06-18 | Elazığspor            | 0 | 2 | 0 | 4  | 0  |
| Roman Kratochvíl   | 1974-06-24 | Denizlispor           | 0 | 1 | 0 | 18 | 0  |
| Middenveld         |            |                       |   |   |   |    |    |
| Vladimír Janočko   | 1976-12-02 | Austria Wien          | 7 | 0 | 2 | 31 | 3  |
| Rastislav Michalík | 1974-01-14 | Sparta Praag          | 7 | 0 | 0 | 12 | 0  |
| Peter Hlinka       | 1978-12-05 | SW Bregenz            | 6 | 0 | 0 | 12 | 0  |
| Miroslav Karhan    | 1976-06-21 | VfL Wolfsburg         | 5 | 0 | 0 | 57 | 2  |
| Igor Demo          | 1975-09-18 | Borussia M'gladbach   | 4 | 0 | 0 | 18 | 2  |
| Karol Kisel        | 1977-03-15 | Slovan Liberec        | 3 | 4 | 0 | 12 | 0  |
| Marek Mintál       | 1977-09-02 | 1. FC Nürnberg        | 2 | 5 | 0 | 13 | 2  |
| Martin Ďurica      | 1981-07-11 | MŠK Žilina            | 2 | 0 | 0 | 2  | 0  |
| Peter Dzúrik       | 1968-12-29 | Dukla Banská Bystrica | 2 | 0 | 0 | 43 | 2  |
| Rudolf Urban       | 1980-03-01 | MFK Ružomberok        | 1 | 2 | 0 | 3  | 0  |
| Attila Pinte       | 1971-06-06 | Artmedia Petržalka    | 1 | 1 | 0 | 28 | 1  |
| Miroslav Drobnak   | 1977-05-29 | Grodzisk Wielkopolski | 1 | 0 | 0 | 1  | 0  |
| Dusan Sninsky      | 1977-07-07 | MŠK Žilina            | 0 | 2 | 0 | 2  | 0  |
| Miroslav Barčík    | 1978-05-26 | MŠK Žilina            | 0 | 1 | 0 | 1  | 0  |
| Marian Kurty       | 1983-05-13 | MFK Ružomberok        | 0 | 1 | 0 | 1  | 0  |
| Zdeno Štrba        | 1976-06-09 | MŠK Žilina            | 0 | 1 | 0 | 1  | 0  |
| Aanval             |            |                       |   |   |   |    |    |
| Szilárd Németh     | 1977-08-08 | Middlesbrough FC      | 6 | 1 | 5 | 39 | 17 |
| Róbert Vittek      | 1982-04-01 | 1. FC Nürnberg        | 5 | 3 | 5 | 19 | 6  |
| Ľubomír Reiter     | 1974-12-03 | Sigma Olomouc         | 2 | 4 | 3 | 15 | 6  |
| Tomáš Oravec       | 1980-07-03 | Viktoria Žižkov       | 2 | 1 | 0 | 7  | 3  |
| Henrich Benčík     | 1978-10-14 | LR Ahlen              | 2 | 0 | 0 | 11 | 0  |
| Jozef Kožlej       | 1973-07-08 | Omonia Nicosia        | 2 | 0 | 0 | 23 | 3  |
| Peter Babnic       | 1977-04-30 | Sigma Olomouc         | 0 | 2 | 0 | 10 | 0  |
| Martin Fabuš       | 1976-11-11 | MŠK Žilina            | 0 | 1 | 0 | 25 | 5  |